# Spezia Calcio 1997-1998
Questa pagina raccoglie le informazioni riguardanti lo  Spezia Calcio  nelle competizioni ufficiali della stagione 1997-1998.

## Stagione
Nella stagione 1997-1998 lo Spezia disputa il girone B del campionato di Serie C2, raccoglie 50 punti che valgono il quinto posto. La Spal prima con 70 punti sale direttamente in C1, la seconda promossa è l'Arezzo che nella finale playoff, giocata a Pistoia il 14 giugno 1998, supera lo Spezia (2-1) dopo i tempi supplementari. A La Spezia in questa stagione si respira un'aria nuova con una dirigenza nuova, che risollevano l'ambiente, riportando entusiasmo e passione, dopo alcune stagioni deprimenti. Il direttore sportivo Sergio Borgo allestisce una formazione solida, affidata all'allenatore Luciano Filippi, che parte lentamente in campionato, ma strada facendo trova i giusti equilibri, raccoglie 25 punti tanto nel girone di andata ché nel ritorno, centrando il quinto posto finale. Nei playoff supera nel doppio confronto delle semifinali il Rimini, poi, come accennato, perde nei tempi supplementari la finale con l'Arezzo, che sale di categoria. Protagonista della splendida stagione bianconera l'attaccante Alessandro Andreini con le sue 13 reti. Nella Coppa Italia di Serie C  gli aquilotti disputano il girone G che viene vinto dal Modena che passa ai sedicesimi, con gli stessi 6 punti dei bianconeri, ma con una miglior differenza reti.

## Rosa
| N. |                   | Ruolo | Calciatore          |
| -- | ----------------- | ----- | ------------------- |
|    | Italia (bandiera) | D     | Massimiliano Adami  |
|    | Italia (bandiera) | A     | Alessandro Andreini |
|    | Italia (bandiera) | A     | Cesare Arzelà       |
|    | Italia (bandiera) | C     | Davide Baudi        |
|    | Italia (bandiera) | A     | Federico Barontini  |
|    | Italia (bandiera) | C     | Andrea Bianchi      |
|    | Italia (bandiera) | A     | Simone Biloni       |
|    | Italia (bandiera) | C     | Riccardo Bracaloni  |
|    | Italia (bandiera) | C     | Cristian Campadelli |
|    | Italia (bandiera) | C     | Alfio Cantone       |
|    | Italia (bandiera) | P     | Andrea Ceccotti     |
|    | Italia (bandiera) | C     | Roberto Chiappara   |

| N. |                   | Ruolo | Calciatore           |
| -- | ----------------- | ----- | -------------------- |
|    | Italia (bandiera) | D     | Gabriele Cioffi      |
|    | Italia (bandiera) | C     | Giorgio Eritreo      |
|    | Italia (bandiera) | D     | Enrico Gutili        |
|    | Italia (bandiera) | C     | Massimiliano Lazzoni |
|    | Italia (bandiera) | D     | Patrick Moro         |
|    | Italia (bandiera) | D     | Alessandro Pagani    |
|    | Italia (bandiera) | C     | Giovanni Passiglia   |
|    | Italia (bandiera) | C     | Federico Perugini    |
|    | Italia (bandiera) | D     | Fabio Rossi          |
|    | Cile (bandiera)   | D     | Mauricio Sanguinetti |
|    | Italia (bandiera) | D     | Stefano Sottili      |
|    | Italia (bandiera) | A     | Igor Zaniolo         |

## Risultati

### Serie C2

#### Girone di Andata
| Arbitro: | Pozzi (Como) |

|            |           |             |
| Fanesi 65’ | Marcatori | 21’ Zaniolo |

| Arbitro: | Cecotti (Udine) |

|  |           |              |
|  | Marcatori | 77’ Baiocchi |

| Arbitro: | Bianchi (Prato) |

|  |           |            |
|  | Marcatori | 2’ Sottili |

| Arbitro: | Niccolai (Livorno) |

|             |           |                |
| Zaniolo 24’ | Marcatori | 90’ Trovalusci |

| Arbitro: | Tullio (Avezzano) |

|                                 |           |  |
| De Amicis 55’ (rig.) Damato 72’ | Marcatori |  |

| Arbitro: | Pirrone (Messina) |

|                                                    |           |                                                      |
| Campedelli 8’ Andreini 47’, 80’ Eritreo 53’ (rig.) | Marcatori | 15’ C. Parlato 39’ Liverani 45’ Ettori 51’ M. Pagano |

| Arbitro: | Cavallaro (Legnago) |

|  |           |              |
|  | Marcatori | 83’ Andreini |

| Arbitro: | Bianco (Mestre) |

|                                               |           |                |
| Andreini 68’ Eritreo 80’ (rig.) Chiappara 87’ | Marcatori | 90’ Mariniello |

| Arbitro: | Lampertico (Milano) |

|               |           |  |
| Fioravanti 7’ | Marcatori |  |

| Pontedera 9 novembre 1997 10ª giornata | Pontedera            | 0 – 0 | Spezia | Stadio Comunale\| Arbitro: \| Raccichini (Voghera) \| |
| Arbitro:                               | Raccichini (Voghera) |       |        |                                                       |

| Arbitro: | Ponzio (Vercelli) |

|              |           |  |
| Andreini 88’ | Marcatori |  |

| Pisa 23 novembre 1997 12ª giornata | Pisa              | 0 – 0 | Spezia | Stadio Arena Garibaldi\| Arbitro: \| Vittoria (Napoli) \| |
| Arbitro:                           | Vittoria (Napoli) |       |        |                                                           |

| La Spezia 7 dicembre 1997 13ª giornata | Spezia          | 0 – 0 | Castel San Pietro | Stadio Alberto Picco\| Arbitro: \| Micoli (Tivoli) \| |
| Arbitro:                               | Micoli (Tivoli) |       |                   |                                                       |

| Arbitro: | Bonin (Trieste) |

|                           |           |              |
| De Amicis 44’ Paoloni 84’ | Marcatori | 65’ Andreini |

| Arbitro: | Lecci (Varese) |

|                      |           |  |
| Chiappara 80’ (rig.) | Marcatori |  |

| Arbitro: | D'Agostini (Frosinone) |

|             |           |             |
| Tribuna 86’ | Marcatori | 66’ Lazzoni |

| Arbitro: | Cavuoti (Vasto) |

|                            |           |  |
| Barontini 59’ Andreini 73’ | Marcatori |  |

#### Girone di Ritorno
| Arbitro: | Ferrari (Roma) |

|                              |           |  |
| Pazzi 6’ (aut.) Andreini 51’ | Marcatori |  |

| Arezzo 25 gennaio 1998 19ª giornata | Arezzo         | 0 – 0 | Spezia | Stadio Città di Arezzo\| Arbitro: \| Zenere (Schio) \| |
| Arbitro:                            | Zenere (Schio) |       |        |                                                        |

| Arbitro: | Ardito (Bari) |

|             |           |  |
| Andreini 6’ | Marcatori |  |

| Arbitro: | Ambrosino (Torre del Greco) |

|                |           |             |
| Trovalusci 18’ | Marcatori | 36’ Zaniolo |

| Arbitro: | Alvino (Salerno) |

|              |           |              |
| Chiappara 1’ | Marcatori | 27’ Morabito |

| Arbitro: | Manganelli (Milano) |

|            |           |             |
| Foschi 38’ | Marcatori | 84’ Zaniolo |

| La Spezia 8 marzo 1998 24ª giornata | Spezia            | 0 – 0 | Iperzola | Stadio Alberto Picco\| Arbitro: \| Belloli (Bergamo) \| |
| Arbitro:                            | Belloli (Bergamo) |       |          |                                                         |

| Viareggio 15 marzo 1998 25ª giornata | Viareggio     | 0 – 0 | Spezia | Stadio dei Pini\| Arbitro: \| Ciulli (Roma) \| |
| Arbitro:                             | Ciulli (Roma) |       |        |                                                |

| Arbitro: | Cassarà (Palermo) |

|  |           |                |
|  | Marcatori | 24’ Fioravanti |

| Arbitro: | Castellin (Conselve) |

|              |           |  |
| Andreini 89’ | Marcatori |  |

| Arbitro: | Evangelista (Avellino) |

|             |           |              |
| Sottini 78’ | Marcatori | 26’ Andreini |

| Arbitro: | Pozzi (Como) |

|                           |           |                    |
| Chiappara 3’ Andreini 60’ | Marcatori | 29’ (rig.) Cavallo |

| Arbitro: | D'Agostini (Frosinone) |

|            |           |            |
| Lauria 14’ | Marcatori | 51’ Cioffi |

| La Spezia 26 aprile 1998 31ª giornata | Spezia           | 0 – 0 | Maceratese | Stadio Alberto Picco\| Arbitro: \| Cirone (Palermo) \| |
| Arbitro:                              | Cirone (Palermo) |       |            |                                                        |

| Arbitro: | Tomasi (Conegliano) |

|                   |           |  |
| Cioffi 81’ (aut.) | Marcatori |  |

| Arbitro: | Nigro (Torre del Greco) |

|                                        |           |                               |
| Zaniolo 26’ Bracaloni 35’ Andreini 90’ | Marcatori | 25’ (rig.) Varchetta 54’ Casu |

| Ferrara 17 maggio 1998 34ª giornata | SPAL            | 0 – 0 | Spezia | Stadio Paolo Mazza\| Arbitro: \| Ferlito (Prato) \| |
| Arbitro:                            | Ferlito (Prato) |       |        |                                                     |

#### Playoff
| La Spezia 31 maggio 1998 Semifinale - Andata | Spezia                    | 0 – 0 | Rimini | Stadio Alberto Picco\| Arbitro: \| Sciamanna (Ascoli Piceno) \| |
| Arbitro:                                     | Sciamanna (Ascoli Piceno) |       |        |                                                                 |

| Arbitro: | N. Ayroldi (Molfetta) |

|  |           |               |
|  | Marcatori | 90’ Chiappara |

| Arbitro: | Pirrone (Messina) |

|                                    |           |                      |
| Balducci 29’ Campanile 120’ (rig.) | Marcatori | 50’ (rig.) Chiappara |

## Coppa Italia

### Girone G
| Carrara 17 agosto 1997 1ª giornata | Carrarese         | 0 – 0 | Spezia | Stadio dei Marmi\| Arbitro: \| Saccani (Mantova) \| |
| Arbitro:                           | Saccani (Mantova) |       |        |                                                     |

| Arbitro: | Cuttica (Alessandria) |

|             |           |                   |
| Eritreo 12’ | Marcatori | 82’ (rig.) Grabbi |

| Arbitro: | Ferrari (Roma) |

|             |           |            |
| Mezzini 66’ | Marcatori | 16’ Arzelà |

| Arbitro: | Alario (Civitavecchia) |

|                                       |           |                              |
| Campedelli 71’ Lazzoni 77’ Arzelà 81’ | Marcatori | 28’ Bonuccelli 73’ Menicucci |

| 24 settembre 1997 5ª giornata |  | – Turno di riposo Spezia |  |  |